# Château du Haut-Rasné
Construit à la fin du XIXe siècle, le château du Haut-Rasné est un monument historique situé dans la commune de Chahaignes, sur le territoire de la région historique du Maine (actuel département de la Sarthe), en France.

## Architecture
Le château du Haut-Rasné est un château de style néogothique. Sa décoration extérieure est de type médiéval, avec les lancettes, les vitraux, les moulures et les ogives. Le château s'accompagne d'une petite tour ronde au bout de la terrasse, et d'une grande cave donnant sur un cloître.

## Protections
Le château dans son ensemble fait l'objet d'une inscription aux monuments historiques depuis le 21 décembre 1984.